# Вольфсберг (Тюрингия)
Вольфсберг (нем. Wolfsberg) — упразднённая община в Германии, в земле Тюрингия.
Входила в состав района Ильм. Население составляло 3115 человек (на 31 декабря 2010 года). Занимала площадь 28,63 км².
Община подразделялась на 3 сельских округа.

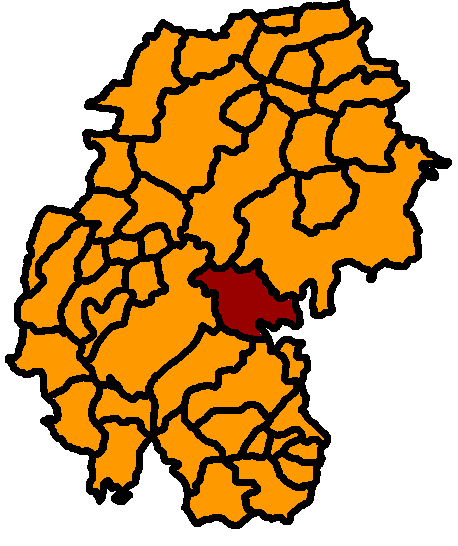
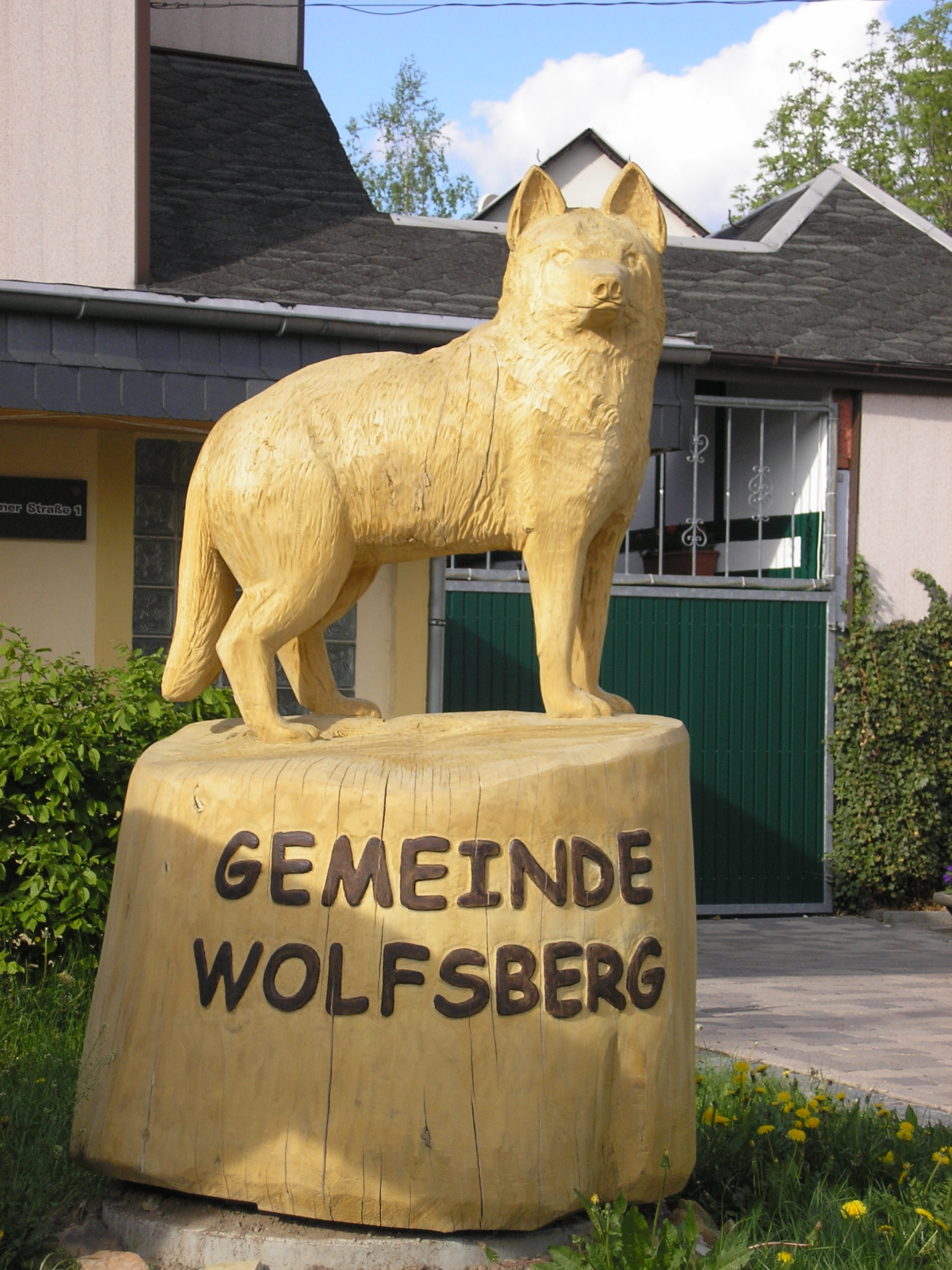